# Bog & idé
Bog & idé er med sine flere end 100 butikker og en årlig omsætning på 1.300 mio. kr. Danmarks største boghandlerkæde. Indeks Retail er hovedkontor for de tre frivillige kæder Bog & idé, BOGhandleren og Legekæden.
Butikkerne er kendt for at have et stort udvalg af bøger, papirvarer og kontorartikler  m.v.
Bog & idé blev dannet i 1988. I 1998 deltes Bog & idé i de to selvstændige kæder: Bog & idé samt Bøger og Papir. I 2005 blev de to kæder fusioneret under hovedkontoret Indeks Retail.
I 2007 gik kæden sammen med G.E.C. Gads boglader, der siden har været Bog & idé-butikker. Senere i 2017 bliver Bøger og Papir en del af Bog & idé.
I 2012 udvidede Bog & idé forretningen med en webshop under det juridiske navn Indeks Retail Butik A/S.
Efter 2017 valgte mange butikker at forlade kæden eftersom man ikke ville underlægge sig de ny normer inden for Bog & idé. Især forhenværende butikker, tilhørende Bøger & papir, forlod kæden. Udviklingen fortsatte i 2018 og især 2019, hvor et betydeligt antal forlod kæden.  
Kæden ekspandere dog fortsat. Især i 2020, under Coronakrisen, vokser Bog & idé kraftigt, via opkøb af Arnold Busck konkursbo.

## Butikker
Pr. 28. juni 2018:
| Region             | Antal | By |
| ------------------ | ----- | --- |
| Region Hovedstaden | 28    | Allerød, Charlottenlund, Bagsværd, Farum, Frederiksberg (Gammel Kongevej, Frederiksberg Centret), Frederikssund, Frederiksværk, Glostrup, Greve (Waves), Helsingør, Hillerød (Slotsarkaderne), Hvidovre, Hørsholm, Ishøj, København (Amagercentret, Fields, Fisketorvet, Nørrebro Bycenter, Nørrebrogade), Lyngby (Lyngby Storcenter), Nexø, Nærum, Rødovre (Rødovre Centrum), Søborg, Taastrup (City 2), Vanløse |
| Region Sjælland    | 19    | Asnæs, Dianalund, Holbæk (Ahlgade, Smedelundsgade), Kalundborg, Køge, Nakskov, Nykøbing F, Nykøbing Sjælland, Næstved (Axeltorv, Næstved Storcenter), Maribo, Ringsted, Roskilde, Skælskør, Slagelse (Vestsjællandscentret), Sorø, Stege, Vordingborg |
| Region Syddanmark  | 30    | Assens, Aarup, , Esbjerg, Faaborg, Fredericia, Give, Glamsbjerg, Grindsted,, Kolding (Jernbanegade, Kolding Storcenter), , Middelfart, , Odense (Kongensgade, Tarup Centret, Rosengårdscentret), , Ribe, Ringe, Rudkøbing, Svendborg, Sønderborg, Tønder, Varde, Vejen, Vejle, Aabenraa |
| Region Midtjylland | 25    | Herning (city og storcenter), Holstebro, Hornslet, Horsens, Odder, Randers (Randers Storcenter), Ringkøbing, Rønde, Silkeborg (Torvet, Vestergade), Skanderborg, Skive (Søndercentret), Skjern, Struer, Viborg (Sct. Mathias Centret), Aarhus (Bruuns Galleri, City Vest, Søndergade, Sønder Allé) |
| Region Nordjylland | 16    | Brønderslev, Farsø, Hadsund, Hirtshals, Hjallerup, Nibe, Nørresundby, Støvring, Aabybro, Aalborg (Bispensgade), Aars |